# 2014年冬季残疾人奥林匹克运动会安道尔代表团
2014年冬季残疾人奥林匹克运动会安道尔代表团是安道尔派出的2014年冬季残疾人奥林匹克运动会代表团。未获得奖牌。